# Тарік Ель Жармуні
Тарік Ель Жармуні (араб. طارق الجرموني, 30 грудня 1977, Мохаммедія) — марокканський футболіст, воротар клубу «Кенітра». Виступав за національну збірну Марокко.

## Біографія
Вихованець клубу «Шабаб» з рідного міста Мохаммедія. Дорослу кар'єру розпочав у цьому ж клубі 1996 року.
2000 року перейшов у «Відад», з яким в першому ж сезоні виграв кубок Марокко, а в другому став віце-чемпіоном країни та володарем Кубка кубків КАФ.
На початку 2003 року перейшов в київське «Динамо» і відразу був відправлений в другу команду. Проте, і в другій команді програв конкуренцію за місце в воротах Рустаму Хуждамову, тому за півроку провів лише один матч за третю команду.
Влітку 2003 року повернувся на батьківщину, підписавши контракт з ФАРом, з яким виграв низку національних та африканських трофеїв.
Протягом 2010—2012 років виступав за «Раджу», з якою також вигравав чемпіонат і Кубок Марокко.
З січня 2013 року виступає за «Кенітру».

### Збірна
2000 року у складі олімпійської збірної Марокко був учасником футбольного турніру Олімпійських ігор в Сіднеї, на якому зіграв в усіх трьох матчах збірної, пропустивши 7 голів.
2002 року був включений в заявку збірної на кубок африканських націй в Малі, проте на поле так і не виходив.
Дебютував в збірній Марокко 2003 року, а вже наступного року у складі збірної став віце-чемпіоном Африки на турнірі в Тунісі, програвши лише в фіналі господарям змагань. Щоправда, і цього разу Тарік був лише резервним воротарем і жодної гри на турнірі не провів.
2006 року Ель Жармуні нарешті дебютував на кубок африканських націй, який проходив в Єгипті, зігравши у двох матчах, в яких не пропустив жодного голу. 
З 2007 року перестав викликатись до лав збірної. Всього провів за збірну 17 матчів.

## Досягнення
- Кубок африканських націй
  - Фіналіст: 2004

- Кубок Марокко
  - Володар : 2001, 2003, 2004, 2007, 2008, 2009, 2012
- Чемпіонат Марокко
  - Чемпіон: 2005, 2008, 2009, 2011
  - Віце-чемпіон: 2002, 2004, 2006, 2007, 2010
- Кубок КАФ
  - Володар: 2005
  - Фіналіст: 2006
- Кубок володарів кубків КАФ
  - Володар: 2002
- Суперкубок КАФ
  - Фіналіст: 2002, 2005